# Termodinàmica dels forats negres
La termodinàmica dels forats negres és la branca de l'astrofísica que estudia els forats negres, desenvolupada a partir del descobriment de l'analogia entre les lleis de la termodinàmica i algunes de les propietats dels forats negres. Aquests estudis van ser desenvolupats en els anys 1970 per científics com Stephen Hawking, que va plantejar el fenomen de l'evaporació dels forats negres, el 1975, pel qual un forat negre no és un cos absolutament fosc sinó que podria emetre una quantitat feble de radiació tèrmica.

## Analogia entre termodinàmica i forats negres
L'estudi dels forats negres va establir l'anomenat No hair theorem (un forat negre no té pèls) que sosté que és possible descriure aquests cossos celestes mitjançant sols tres paràmetres: la seva massa M, la seva càrrega elèctrica Q i el seu moment cinètic L. En absència de moment cinètic, un forat negre és perfectament esfèric, però si posseeix un moment cinètic, adoptarà una forma lleugerament eixatada. Així, el paràmetre que descriu l'estructura del forat negre no és el seu radi, sinó la seva superfície, que s'ha d'entendre com la superfície de l'horitzó d'esdeveniments que el caracteritza. Existirà per tant una relació entre l'àrea del forat negre 'A' amb els tres paràmetres establerts pel teorema.
Seria possible calcular quant varia l'àrea d'un forat negre si se li injectés una petita quantitat no nul·la, sigui de matèria {\displaystyle \delta M}, sigui de moment cinètic {\displaystyle \delta L} o de càrrega elèctrica {\displaystyle \delta Q}.
{\displaystyle \delta Mc^{2}={\frac {1}{8\pi }}{\frac {c^{2}}{G}}\kappa \delta A+\Omega \delta L+V\delta Q}
on G és la constant de gravitació, c la velocitat de la llum, i les quantitats V, Ω i κ es refereixen respectivament al potencial elèctric en la proximitat de la superfície del forat negre, la seva velocitat angular de rotació (deduïda del seu moment cinètic i de la seva massa), i del que es coneix com a gravetat de superfície, que mesura a quina velocitat el camp gravitacional del forat negre esdevé infinit a la seva proximitat.
D'acord amb l'equació E = mc², el terme a l'esquerra s'identifica amb una variació d'energia. Per la seva banda, els termes {\displaystyle \Omega \delta L} i {\displaystyle V\delta Q} s'identifiquen amb una variació d'energia cinètica de rotació i d'energia de potencial. Aquesta situació és molt semblada a la que es dona a termodinàmica, on es mostra que una part de la variació de l'energia interna d'un sistema està relacionada amb el treball de les forces exteriors al mateix. L'equació coneguda de la termodinàmica {\displaystyle {\rm {d}}U=\delta Q+\delta W} s'assembla al {\displaystyle \delta Mc^{2}} de l'equació dels forats negres, mentre que {\displaystyle \delta W} correspon a {\displaystyle \Omega \delta L+V\delta Q} si considerem un sistema que posseeix una càrrega elèctrica i un moment d'inèrcia. Perquè l'analogia entre els forats negres i la termodinàmica presentin un sentit físic, cal suposar que el terme {\displaystyle {\frac {1}{8\pi }}{\frac {c^{2}}{G}}\kappa \delta A} es pugui identificar amb {\displaystyle \delta Q} que correspon a la quantitat de calor aportada al sistema d'acord amb la fórmula comuna que associa temperatura i entropia. Per a això, és necessari identificar la superfície del forat negre a una entropia pròpia.
Una primera etapa d'aquesta aproximació va ser completada per Stephen Hawking que va demostrar que durant la fusió de dos forats negres, la superfície del forat negre resultant serà sempre major que la suma de les superfícies dels forats negres inicials que el formen. Poc després, el 1974, Hawking va posar en evidència el fenomen de l'evaporació dels forats negres, demostrant que un forat negre emet radiació amb una temperatura proporcional a la gravetat de la seva superfície. Així, la identificació del terme de l'equació {\displaystyle {\frac {1}{8\pi }}{\frac {c^{2}}{G}}\kappa \delta A} amb el terme {\displaystyle \delta Q} quedava completada.

## Lleis de la mecànica dels forats negres
Els resultats de l'estudi d'analogia dels forats negres permeten formular un conjunt de lleis de la mecànica dels forats negres que són anàlogues a les lleis de la termodinàmica però no són per si mateixes lleis de la termodinàmica, ja que entren en joc característiques estrictament mecàniques
| Llei                                | Termodinàmica                                                      | Forats negres                                                                                               |
| Principi zero de la termodinàmica   | La temperatura T d'un cos és la mateixa en l'equilibri tèrmic      | La gravetat de superfície κ és constant a tota la superfície del forat negre                                |
| Primera llei de la termodinàmica    | {\displaystyle {\rm {d}}U=T{\rm {d}}S+{\rm {treball\;aportat}}}    | {\displaystyle \delta Mc^{2}={\frac {1}{8\pi }}{\frac {c^{2}}{G}}\kappa \delta A+\Omega \delta L+V\delta Q} |
| Segona llei de la termodinàmica     | δ S és positiu a tota transformació que impliqui un sistema tancat | δ A és positiu en tota transformació implicant als forats negres                                            |
| Tercer principi de la termodinàmica | És impossible obtenir T = 0 mitjançant un procés físic             | És impossible obtenir κ = 0 (forat negre extrem) per un procés físic.                                       |

El principi zero és una conseqüència immediata de les propietats de la gravetat a la superfície, que com el seu nom indica és constant a tota la superfície d'un forat negre. Aquest resultat és en si mateix molt intuïtiu perquè per a un planeta en rotació, la intensitat del camp gravitacional és menys a l'equador que als pols, a causa de la força centrífuga. No obstant això, els forats negres no presenten aquest efecte, i la intensitat del camp gravitatori (o més exactament la velocitat a la qual divergeix en apropar a la superfície) és constant.
El tercer principi, aplicat al context dels forats negres, estipula que no poden arribar a l'estat de forats negres extrems, és a dir, al límit entre els forats negres i la singularitat nua. Per exemple, mitjançant l'augment de la càrrega elèctrica d'un forat negre, és concebible per eliminar el seu horitzó. No obstant això, l'energia necessària per proporcionar partícules energètiques carregades per enviar al forat negre de la mateixa càrrega es fa més gran a mesura que s'acosta l'estat extrem. A més, un tipus de fenomen de creació de parells de partícula-antipartícula a prop del forat negre tendirà a produir parells fins i tot amb una càrrega elèctrica oposada a la del forat negre, sent absorbits per ella, i els altres seran repel·lits pel seu camp elèctric.
La formalització dels principis de la termodinàmica dels forats negres va ser formulada el 1973 per James M. Bardeen (fill del Premi Nobel de Física doble John Bardeen), Brandon Carter i Stephen Hawking, fins i tot abans del descobriment de l'entropia dels forats negres per Hawking dos anys més tard. Anteriorment, Larry Smarr habia proposat una fórmula que unia totes les quantitats termodinàmiques; nomenada posteriorment en honor del seu descobridor com a fórmula de Smarr.

## Interpretació estadística
Una de les qüestions obertes dins el camp de la termodinàmica dels forats negres és el de la interpretació de la seva entropia. Hi ha la possibilitat que una teoria de gravitació quàntica viable pogués oferir una interpretació de l'entropia associada als forats negres en termes de microestats. Encara que la teoria de cordes permet una interpretació per a algunes classes de forats negres extrems, per a la resta la seva complexitat no permet ser descrits per aquesta mateixa teoria a un nivell quàntic. Igualment, la gravetat quàntica de bucles proposa una interpretació de l'entropia però únicament per al tipus de forat negre de Schwarzschild, ja que el raonament emprat no sembla poder estendre's de manera coherent a un altre tipus forats negres.

## Perspectives
L'aplicació de tècniques de la termodinàmica dels forats negres permet evidenciar tot un conjunt de fenòmens en els forats negres; en particular, és possible calcular la calor específica dels forats negres. El físic australià Paul C. W. Davies va demostrar, el 1977, que aquesta calor específica divergeix {\displaystyle 1/(T-T_{\rm {c}})} per a certes configuracions que aconsegueixen una temperatura crítica {\displaystyle T_{\rm {c}}} depenent dels paràmetres del forat negre. Aquest comportament s'interpreta habitualment en termes d'una transició de fase de segon ordre. Sembla doncs possible que aquests fenòmens estiguin presents a una interpretació microscòpica de l'entropia dels forats negres.